# Eau de Cologne Impériale
Eau de Cologne Impériale è un profumo messo in commercio nel 1853 dalla azienda francese Guerlain. 

## Storia
Il profumo fu creato da Pierre François Pascal Guerlain come omaggio per l'imperatrice Eugénie de Montijo, moglie di Napoleone III di Francia. Il flacone del profumo, realizzato dallo stesso Guerlain insieme alla vetreria Pocher & du Courval, è una bottiglia decorata da sessantanove api. Il prodotto finale piacque tanto ai reali, che Guerlain fu scelto come profumiere ufficiale di corte, e negli anni successivi Eau de Cologne Impériale fu messo in commercio in tutta Europa.
Si tratta di uno dei primi profumi facenti parte della famiglia olfattiva esperidata o agrumata, classificato come A1m. È inoltre uno dei prodotti cosmetici ad essere da più anni sul mercato.